# David E. Smith
David E. Smith (* 8. August 1936; † 2. Januar 2023 in Niagara-on-the-Lake) war ein
kanadischer Politikwissenschaftler der als Professor an der University of Saskatchewan forschte und lehrte. Er amtierte 1994/95 als Präsident der Canadian Political Science Association (CPSA). Seit 1981 war er Fellow der Royal Society of Canada, 2013 wurde er zum Officer of the Order of Canada ernannt.

## Leben
Smith machte einen gehobenen Bachelor-Abschluss (Honours Degree) in Wirtschafts- und Politikwissenschaften an der University of Western Ontario und wurde an der Duke University zum Ph.D. promoviert. Von 2004 bis 2004 war er anschließend Professor an der University of Saskatchewan. Nach seiner Emeritierung wurde er bis 2012 als Senior Policy Fellow an der University of Regina tätig und danach bis 2022 als Distinguished Visiting Professor of Politics and Public Administration an der Toronto Metropolitan University. Die University of Saskatchewan verlieh ihm den seltenen akademischen Grad eines Doctor of Letters sowie den Distinguished Research Award. Die (damalige) Ryerson University verlieh ihm 2010 die Ehrendoktorwürde. 2014 wurde er mit dem Saskatchewan Order of Merit ausgezeichnet. Sein Forschungsschwerpunkt lag auf dem Regierungs- und Parteiensystem Kanadas.

## Schriften (Auswahl)
- The invisible crown. The first principle of Canadian government. University of Toronto Press, Toronto/Buffalo 2013, ISBN 978-1-4426-1585-4.
- The people's House of Commons. Theories of democracy in contention. University of Toronto Press, Toronto 2007, ISBN 978-0-8020-9255-7.
- The republican option in Canada, past and present. University of Toronto Press, Toronto/Buffalo 1999, ISBN 0-8020-8264-5.
- The regional decline of a national party. Liberals on the prairies. University of Toronto Press, Toronto/Buffalo 1981, ISBN 0-8020-2421-1.